# Episodi di Squadra Speciale Cobra 11 (undicesima stagione)
L' undicesima stagione della serie televisiva Squadra Speciale Cobra 11 è stata trasmessa in prima visione in Germania da RTL in due diversi periodi: dal 22 marzo al 10 maggio 2007 (episodi 158-165 secondo l'ordine di messa in onda, costituenti la stagione 21 di RTL), e nei giorni 11 e 25 ottobre e 1º novembre 2007 per i rimanenti episodi (169, 171 e 172, parte della stagione 22). In Italia è stata trasmessa in prima visione da Rai 2 il 24 settembre 2007 (solo il primo episodio) e dal 5 agosto al 4 settembre 2008, seguendo l'ordine di trasmissione tedesca, ma mandando in onda dapprima gli otto episodi appartenenti alla stagione 21 di RTL, e successivamente i tre appartenenti alla stagione 22.
Il primo episodio, in cui Tom Kranich trova la morte e viene sostituito da Chris Ritter (Gedeon Burkhard), ha durata doppia in quanto episodio iniziale della stagione. 
| nº | n° RTL (diffusione) | Titolo originale    | Titolo italiano              | Prima TV Germania | Prima TV Italia   |
| -- | ------------------- | ------------------- | ---------------------------- | ----------------- | ----------------- |
| 1  | 158                 | Auf Leben und Tod   | Vita o morte (1ª e 2ª parte) | 22 marzo 2007     | 24 settembre 2007 |
| 2  | 159                 | In bester Absicht   | Con le migliori intenzioni   | 29 marzo 2007     | 5 agosto 2008     |
| 3  | 160                 | Nemesis             | Nemesi                       | 5 aprile 2007     | 5 agosto 2008     |
| 7  | 161                 | Die Partner         | Un giovane collega           | 12 aprile 2007    | 19 agosto 2008    |
| 11 | 162                 | Gegen jede Regel    | Contro ogni regola           | 19 aprile 2007    | 19 agosto 2008    |
| 5  | 163                 | Der Staatsanwalt    | Braccato                     | 26 aprile 2007    | 26 agosto 2008    |
| 10 | 164                 | Todfeinde           | Nemici mortali               | 3 maggio 2007     | 26 agosto 2008    |
| 8  | 165                 | Schuld und Sühne    | Riconoscenza                 | 10 maggio 2007    | 2 settembre 2008  |
| 6  | 169                 | Ausgeliefert        | Gli ostaggi                  | 11 ottobre 2007   | 2 settembre 2008  |
| 4  | 171                 | Stunde der Wahrheit | L'ora della verità           | 25 ottobre 2007   | 4 settembre 2008  |
| 9  | 172                 | Familiensache       | Un figlio perduto            | 31 ottobre 2007   | 4 settembre 2008  |

## Vita o morte (1ª e 2ª parte)
- Titolo originale: Auf Leben und Tod
- Diretto da: Axel Barth
- Scritto da: Arne Nolting, Jan-Martin Scharf

### Trama
In un doppio fondo di un furgoncino sospetto, Tom e Semir trovano una ragazza molto spaventata. Così, quest'ultima viene portata in un orfanotrofio da Bernd Simon, che fa il nome di Roman Gehlen, proprietario di una grossa impresa. Ma quando Tom va dalla ragazza per portarle la giacca che aveva dimenticato, scopre che la scorta è stata tramortita e cerca di salvarla. Ma una volta usciti, vengono accerchiati da una banda criminale: uno spara, uccidendoli entrambi. Nel frattempo arriva Semir, che sul corpo inerme del suo collega e miglior amico vede un uomo che scappa subito. Una volta rintracciato, si scopre che si chiama Mark Jager, e viene portato in centrale dove viene a lungo interrogato, ma infine si scopre che ha un alibi, e che questo viene confermato dal capo della polizia Simon. Ma Semir è sicuro di averlo visto sulla scena dell'omicidio. Così decide di pedinarlo a lungo, fino ad arrivare in un bordello di proprietà di Gehlen, ma quando viene scoperto dai criminali e non ha più vie di scampo, Mark lo aiuta a scappare. Nel frattempo, anche Simon viene ucciso. Così Mark va a casa di Semir e gli dice di chiamarsi in realtà Chris Ritter e di essere un agente sotto copertura, infiltrato in un giro di prostituzione. Inoltre lo informa che Gehlen gli ha detto che dal giorno seguente avrebbero avuto un loro amico ai vertici della polizia, cosa che avrebbe potuto mettere in pericolo la sua vita. Così Semir si infiltra nel computer centrale della polizia e cancella il nome di Chris dall'elenco degli agenti infiltrati. Infine, dopo essere stati in pericolo entrambi, riescono ad arrestare Gehlen e ad uccidere il figlio Erik (carnefice di Tom, di Simon e della ragazza) dopo un lungo combattimento su un motoscafo. Semir adesso ha un nuovo compagno, che per quanto lo affiancherà rimarrà al sicuro. 
- Altri interpreti: Carina Wiese (Andrea Gerkhan), Kerstin Thielemann (Isolde Maria Schrankmann), Gabriel Merz (Erik Gehlen), Christian Redl (Roman Gehlen), Dietmar Mues (Bernd Simon), Thomas Huber (Stephane Freed)
- Ascolti Italia: telespettatori 2 803 000 - share 10,96%[2]

Nota: l'episodio, come tutti quelli a durata doppia, in Italia è stato trasmesso in prima visione integralmente, e successivamente diviso in una prima parte e in una seconda parte in occasione delle successive repliche in fascia preserale, con relativo adattamento del titolo.

## Con le migliori intenzioni
- Titolo originale: In bester Absicht
- Diretto da: Heinz Dietz
- Scritto da: Michael Krause

### Trama
Mentre Semir sta facendo benzina, un operaio viene brutalmente investito e ucciso. Semir lo insegue, ma dopo aver causato parecchi incidenti, l'omicida sperona un camion e riesce a scappare. Nel frattempo arrivano due nuovi volti alle centrale: Chris, che diventa partner di Semir, anche se tra i due inizialmente non ci sarà feeling (Chris tende infatti a fare tutto di testa propria) e la nuova segretaria apparsa anche nel precedente episodio, Susanne. Poco dopo la macchina dell'omicida viene ritrovata e risulta essere di un usuraio che ammette di aver prestato 30.000 Euro all'ucciso, ma nega l'omicidio. Intanto vicino ai pedali della macchina viene trovata un'impronta che corrisponde a Brandt, un operaio della stessa azienda che viene perciò arrestato, mettendo tuttavia in difficoltà altri membri della ditta, che a loro volta lo liberano dal camioncino che lo stava trasportando in carcere. Gli agenti della polizia scoprono di alcuni operai che lavoravano in nero; l'operaio ucciso aveva minacciato di dire tutto alla polizia. Così, dopo un conflitto a fuoco, Brandt viene arrestato.
- Altri interpreti: Carina Wiese (Andrea Gerkhan), Frank Stieren (Rudolf Schneider), Paul Faßnacht (Brandt), Michaela Hinnenthal (Monika Kühn), Robert Gallinowski (Wetzel)
- Ascolti Italia: telespettatori 2 356 000 - share 12,24%[2]

## Nemesi
- Titolo originale: Nemesis
- Diretto da: Axel Sand
- Scritto da: Lorenz Stassen

### Trama
Semir e Chris sono alle prese con una banda che traffica diamanti; il caso però finisce per coinvolgere emotivamente Chris, che odia a morte il capo, Richard Lemercier, e vuole accusarlo a tutti i costi. Semir, che ancora non conosce bene il nuovo collega, non sa se fidarsi oppure no di lui; si reca quindi da Bea, moglie di Chris, e cerca di ottenere qualche informazione sul suo conto, scoprendo che era in una missione sotto copertura con Lemercier, quando quest'ultimo aveva venduto dietro compenso la sua identità a dei criminali i quali lo avevano torturato.
- Altri interpreti: Christian Maria Goebel (Richard Lemercier), Felix Vörtler (Sigmund Bruhn), Morgan Domingos (Xolani Mogwaza)
- Ascolti Italia: telespettatori 2 186 000 - share 14,45%[2]

## Un giovane collega
- Titolo originale: Die Partner
- Diretto da: Sebastian Vigg
- Scritto da: Klaus Jochmann

### Trama
Chris e Semir assistono ad un inseguimento da parte di una pattuglia guidata dall'ispettore Zager, affiancato da Ben, giovane poliziotto allievo di Semir alla scuola di polizia. L'inseguita però riesce a scappare, così alla centrale vengono svelati i dettagli dell'operazione: i due stavano inseguendo Karla Wessel, una spacciatrice riuscita a scappare ad una retata eseguita qualche ora prima. Ma la versione raccontata da Karla al suo ragazzo e quella raccontata da Zager ai colleghi non coincidono. 
- Altri interpreti: Daniel Fehlow (Ben Winger), Martin Brambach (Akim Zager), Jana Thies (Karla Wessel)
- Ascolti Italia: telespettatori 2 372 000 - share 13,20%[2]

## Contro ogni regola
- Titolo originale: Gegen jede Regel
- Diretto da: Axel Sand
- Scritto da: Horst Wieschen

### Trama
Durante il turno di notte, Chris e Semir fermano due ragazzi in auto che possiedono armi irregolari e un sacco pieno di droga, ma quando decidono di controllare il bagagliaio, i due ragazzi scappano. Inizia così un inseguimento che termina con un incidente che coinvolge tutta l'autostrada e che costringe i due fuggitivi a scappare a piedi in aperta campagna. Il primo dei due, con una borsa piena di soldi, si nasconde nel bosco, mentre l'altro, Koslac, trovato un casolare, decide di sequestrarne la proprietaria. A quel punto arrivano le forze speciali della SEK, al cui comando c'è Rolf Dorf, vecchia conoscenza di Chris. Lanciati i fumogeni nel casolare, riescono a fermare Koslac e, fingendo fosse ancora armato, Dorf lo uccide. Ma Semir è sicuro che fosse stato disarmato e fa ricorso in tribunale; i membri della SEK sono però tutti d'accordo sull'innocenza del capo, e Rolf viene dunque assolto. Intanto Chris e Semir scoprono che il fuggitivo ancora latitante ha una fidanzata che possiede una palestra di arti marziali e decidono di andare a interrogarla. Arrivati, trovano lei legata, e due uomini che stanno scappando; Chris ne ferma uno, che si rivela essere proprio Dorf; impressionato, lo lascia scappare. La fidanzata dice di sapere dov'era il fuggitivo ed essere stata costretta a rivelarlo ai due. La SEK arriva dunque al latitante, e lui scappando viene investito, spargendo per la strada la droga che aveva in mano. La ragazza riconosce in uno degli uomini della SEK un grande amico di Koslac. Intanto gli agenti di Cobra 11 scoprono la droga, parte della quale era stata sequestrata tempo prima durante un blitz, e capiscono che i soldi guadagnati dalla vendita sarebbero dovuti andare alla moglie del vecchio capo della SEK, che si è misteriosamente suicidato mesi prima. Chris e Semir vanno a prelevare l'amico di Koslac, che rivela che l'ex capo della SEK è stato in realtà ucciso da Dorf. Semir e Chris riescono quindi a convincerlo a testimoniare contro la SEK. Ma il giorno seguente, Dorf e i suoi compagni si recano da lui per ucciderlo; all'arrivo dei due agenti inizia un inseguimento che terminerà con l'uccisione di Dorf da parte di Chris per legittima difesa.
- Altri interpreti: Kerstin Thielemann (Isolde Maria Schrankmann), Ralph Herforth (Rolf Dorf), Niels Bruno Schmidt (Sebastiaan Matthissen), Felix Lampe (Holger), Aline Hochscheid (Vera Matthissen)
- Ascolti Italia: telespettatori 2 333 000 - share 13,67%[2]

## Braccato
- Titolo originale: Der Staatsanwalt
- Diretto da: Axel Sand
- Scritto da: Lorenz Stassen

### Trama
Chris e Semir indagano su un'intimidazione subita da un pubblico ministero che indagava su alcuni omicidi commessi nel giro della prostituzione. Mario Rottach, l'indagato per gli omicidi, dal carcere, segnala ai suoi complici di uccidere il pubblico ministero.
- Altri interpreti: Carina Wiese (Andrea Gerkhan), Martin Lindow (Michael Färber), Ludwig Blochberger ("Billy the Kid"), Anne Cathrin Buhtz (Mareike Färber), Guntram Brattia (Mario Rottach)
- Ascolti Italia: telespettatori 2 675 000 - share 12,92%[2]

## Nemici mortali
- Titolo originale: Todfeinde
- Diretto da: Heinz Dietz
- Scritto da: Christian Heider

### Trama
Semir e Chris aiutano i colleghi della BKA a incastrare la banda di Roman Zysen, abile ladro di auto di lusso. Le indagini sono coordinate dall'agente Verena Maurer, grande amica della Engelhardt che si rivelerà essere d'accordo con il trafficante di auto.
- Altri interpreti: Johanna Gastdorf (Verena Maurer), Thure Riefenstein (Roman Zysen), Stefen Hufschmidt (Lennep), Dirk Mühlbach (Förster)
- Ascolti Italia: telespettatori 2 904 000 - share 14,95%[2]

## Riconoscenza
- Titolo originale: Schuld und Sühne
- Diretto da: Sebastian Vigg
- Scritto da: Elke Schilling

### Trama
Chris e Semir scoprono che in un camion coinvolto in un incidente ci sono dieci milioni in banconote false. L'autista del veicolo muore sul colpo ma il passeggero riesce a fuggire.
- Altri interpreti: Marco Girnth (Alexander Hofmann), Alexander Beyer (Wolfgang Thaler), Annett Mohamed (Tara Zarrazin)
- Ascolti Italia: telespettatori 2 725 000 - share 12,04%[2]

## Gli ostaggi
- Titolo originale: Ausgeliefert
- Diretto da: Axel Sand
- Scritto da: Ralf Ruland

### Trama
Semir e Chris stanno scortando assieme ad alcuni colleghi un trasporto di detenuti. A un certo punto sul trasporto inizia una colluttazione tra due di essi, che causa l'intervento di un agente; sul mezzo qualcuno ha in realtà nascosto una pistola e le chiavi delle manette, al fine di consentire un'evasione. Inizia così un conflitto a fuoco che metterà fuori gioco alcune auto di scorta. Tre detenuti scappano su un'altra auto e successivamente prendono in ostaggio una famiglia di tre persone.
- Altri interpreti: Alexander Strobele (Paul Meinhardt), Eva Meier (Sandra Wolters), Thomas Lawinky (Oliver Kirschner), Patrick Gräser (Herr Wolters), Luke Piyes (Nick Bauer), Matthias Deutelmoser (Polanski)

## L'ora della verità
- Titolo originale: Stunde der Wahreit
- Diretto da: Axel Sand
- Scritto da: Ralf Ruland

### Trama
Semir incontra Richard, un vecchio amico di infanzia che lo invita ad uscire con lui in memoria dei loro vecchi tempi; Semir accetta e porta con sé Chris. Richard propone a Semir di fare una gara con le auto proprie come da ragazzi, ma durante la corsa Semir vede che l'auto dell'amico è finita fuori strada e viene avvolta dalle fiamme.
- Altri interpreti: Marcus Mittermeier (Richard Schumann), Nils Nellessen (Jochen Breugel), Nina Bott (Stefanie Kraus), Tom Wlaschiha (Weiss)

## Un figlio perduto
- Titolo originale: Familiensache
- Diretto da: Sebastian Vigg
- Scritto da: Michael Krause

### Trama
Approfittando di un grave incidente in autostrada, Nils Borchert, detenuto per l'omicidio del figlio Fabian, riesce a scappare. Chris e Semir si mettono subito a caccia del fuggitivo.
- Altri interpreti: Eckhard Preuß (Nils Borchert), Esther Esche (Claudia Borchert), K. Dieter Klebsch (Klaus Maibach), Ole Tillmann (Achim Maibach)